# Солдатов, Сергей Александрович
Сергей Александрович Солдатов (16 апреля 1948 — 17 октября 2003) — советский и российский юрист, доктор юридических наук, профессор. Полковник милиции, генерал-майор таможенной службы. Член Союза журналистов СССР и Москвы, член Московской городской коллегии адвокатов.

## Биография
Родился 16 апреля 1948 года в Москве. В 1972 году окончил юридический факультет МГУ им. М.В. Ломоносова по специальности «Правоведение», затем – аспирантуру.
В 1980 году защитил кандидатскую диссертацию. В 1995 году защитил докторскую диссертацию на тему: «Общественные объединения в Российской Федерации: правовое и институционное исследование».
В 1969 году женился на Светлане Николаевне Солдатовой (Филинюк) (1944 г. р.), которая многие годы возглавляла объединенный профсоюзный комитет музыкальных и художественных школ города Москвы. Сыновья Андрей (1970 г. р.) и Алексей (1977 г. р.) – юристы.

## Карьера
Сергей Александрович несколько раз избирался народным депутатом Московского городского совета и Киевского районного Совета народных депутатов.
В 1973 году был избран первым секретарем Киевского райкома ВЛКСМ города Москвы. В 1975 году стал заместителем заведующего отделом по связям с молодёжными организациями социалистических стран ЦК ВЛКСМ. В 1977 году был избран вторым секретарем горкома ВЛКСМ города Москвы.
В 1980 году стал заместителем начальника оперативно-розыскной части Главного управления БХСС МВД СССР.
С 1980 года также начал вести научно-педагогическую деятельность. В 1987 году был назначен проректором Всесоюзного юридического заочного института.
В 1993 году был назначен заместителем начальника службы криминальной милиции – начальником Управления по борьбе с экономической преступностью ГУВД Москвы, где работал до 1997 года.
В 1997-1998 годах работал заместителем председателя правления «Мосстройэкономбанка». В 1998 году стал членом Московской городской коллегии адвокатов.
С 1998 по 1999 год работал заместителем председателя Государственного таможенного комитета РФ – начальником Московского таможенного управления
.
В 1998 году стал профессором кафедры конституционного и международного права.
В 1999 году был советником председателя правления РИА Новости.
В 2000-2003 годах был проректором Академии народного хозяйства при Правительстве Российской Федерации.
Скончался 17 октября 2003 года в Москве в возрасте 55 лет после тяжёлой и продолжительной болезни. Похоронен на Востряковском кладбище г. Москвы (участок № 124).

## Награды
- Орден «Знак Почёта» (1974).
- Знак «Отличник милиции» (1982).
- Почётная грамота МВД РФ (1997).
- Благодарность Президента Российской Федерации (1997)[8].

## Научные публикации
Является автором множества научных публикаций и учебников для юридических вузов, среди которых: 
- Солдатов С. А. Советы и комсомол. М.: Молодая гвардия, 1980. – 159 с.
- Солдатов С. А. ДОССАФ в системе общественных организаций. М. Изд-во ДОСААФ, 1985. – 51 с.
- Солдатов С. А. Творческие союзы СССР. М.: Знание, 1989. – 63 с.
- Солдатов С.  А., Станкевич С. Б., Федотов М. А. Закон об общественных объединениях граждан (о свободе союзов в СССР): Каким ему быть? Мнение ученых. М.: Юридическая литература, 1990. – 30 с.
- Безуглов А. А., Солдатов С. А. Конституционное право России. М.: Профобразование, 2001. – 896 с. ISBN 5-98017-001-4